# Silo mediterraneus
Silo mediterraneus är en nattsländeart som beskrevs av Mclachlan 1884. Silo mediterraneus ingår i släktet Silo och familjen grusrörsnattsländor. Utöver nominatformen finns också underarten S. m. saturniae.